# Sportsland SUGO
El Sportsland SUGO (japonès: スポーツランドSUGO, Supōtsurando Sugo) és un complex esportiu dedicat a la pràctica dels esports de motor situat a la ciutat de Murata del districte de Shibata, a la prefectura de Miyagi (Japó). Inaugurat el 1975, és una de les instal·lacions d'esports de motor més grans del Japó, amb una superfície total de 2,1 milions de m². Disposa de quatre circuits de curses especialitzats: un de motociclisme de velocitat, un de motocròs, un de kàrting i una àrea de trial. La pista és propietat de Yamaha.
L'autòdrom ha acollit curses de nombrosos campionats, tant d'automobilisme com de motociclisme, entre ells els de Super GT, Fórmula 3000, Super Formula i el Campionat del Món de Superbike. Per la seva banda, el circuit de motocròs ha acollit edicions del Gran Premi del Japó, puntuable per al Campionat del Món.

## Traçat
La longitud total de l'autòdrom és de 3,704 km; la recta més llarga fa 704,5 m. L'amplada va de 10 a 12,5 m i té un canvi d'elevació total de 69,83 m per volta.

## Accés
El complex és a uns 10 minuts de Murata. Es triga vora 20 minuts a arribar-hi des de Sendai Minami a través de la carretera de la prefectura de Miyagi núm. 31, la Sendai Murata Line.